# Primož Kozmus
Primož Kozmus (Novo Mesto, 30 de setembro de 1979) é um atleta campeão mundial e olímpico do lançamento do martelo.. Tem como recorde pessoal a marca de 82,30 m, conseguida em Bydgoszcz, na Polônia, no ano de 2007.
Campeão olímpico em Pequim 2008, conquistou a medalha de prata em Londres 2012.